# Afanassi Afanassjewitsch Fet

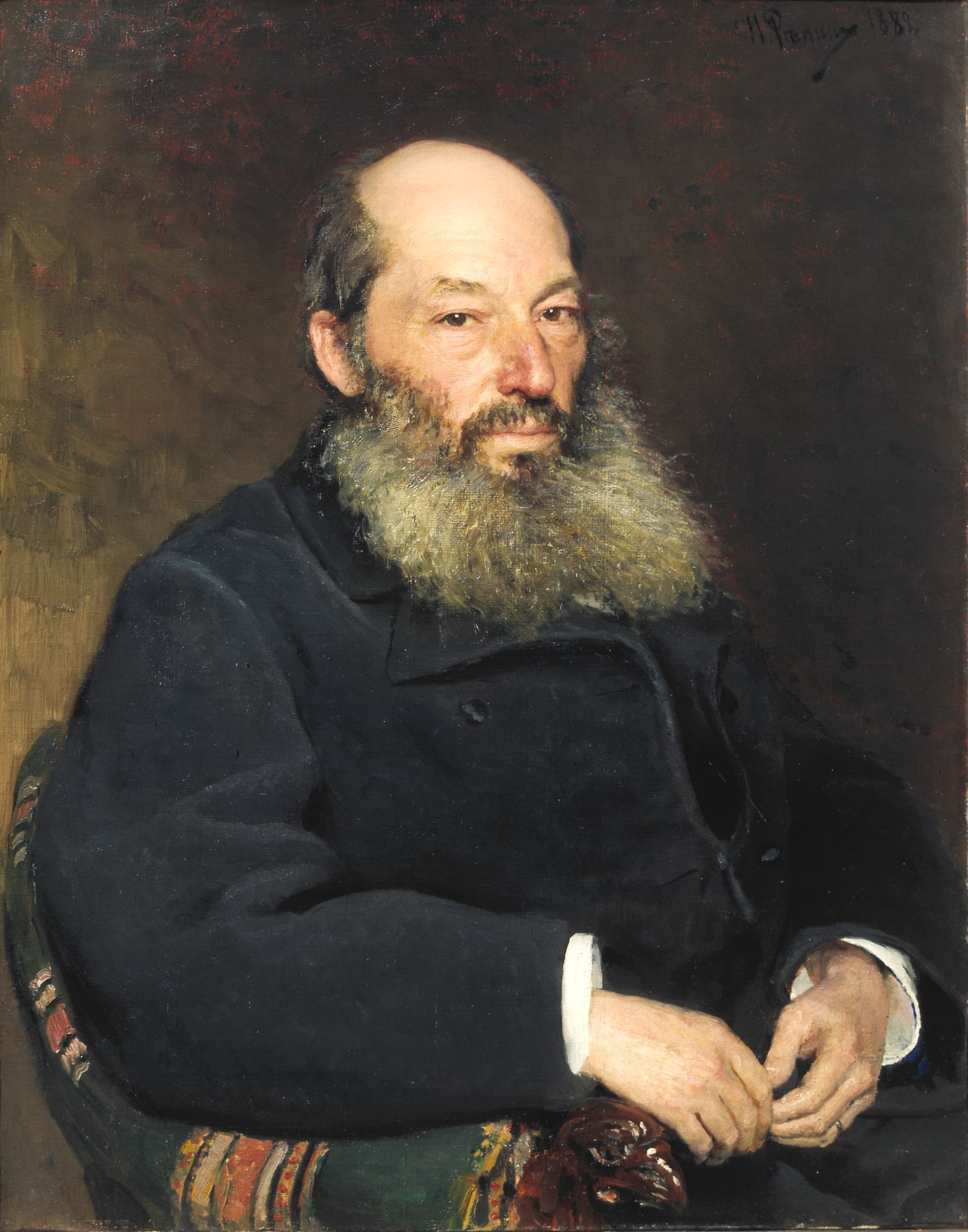
Porträt Fets von Ilja Repin.

Afanassi Afanassjewitsch Fet (russisch Афанасий Афанасьевич Фет; * 23. Novemberjul. / 5. Dezember 1820greg. nahe Mzensk, Russisches Kaiserreich; † 21. Novemberjul. / 3. Dezember 1892greg. in Moskau, Russisches Kaiserreich), auch Foeth, später Schenschin (Шеншин), war ein russischer Dichter, der die Russische Dichtung während des letzten Viertels des 19. Jahrhunderts mitprägte.

## Biografie
Fet war das Kind einer Deutschen namens Charlotte Elisabeth Becker aus Darmstadt, deren erster Mann Johann Foeth war. Sie ging 1822 eine zweite Heirat mit einem reichen russischen Gutsbesitzer namens Schenschin ein, zwei Jahre nach Fets Geburt 1820. Es ist nicht bekannt, ob Fet der Sohn Foeths oder Schenschins ist. Das Heilige Konsistorium in Orjol entschied, dass er den Namen seines deutschen Vaters erhalte, da die Heirat seiner Mutter mit Schenschin nicht früh genug wirksam geworden sei. Dieser Entscheid blieb für Fet zeitlebens traumatisch, da er sich mit Foeth nie identifizierte, jedoch vollständig mit Schenschin.
Fet studierte an der Moskauer Universität und diente bis 1856 in der Armee. 1850 brachte sich Maria Lazitsch, eine junge Frau, die sich in Fet verliebt hatte, ihn aber aus finanziellen Gründen nicht heiraten konnte, um, indem sie sich verbrannte. Auf dieses Ereignis ging Fet in zahlreichen, auch späten Gedichten ein. Fet war zeitlebens vom Stigma des unehelichen Sohnes beeinflusst und konnte den prestigeträchtigen Namen seines russischen Vaters erst ab 1876 verwenden, wobei jahrelange Rechtsstreitigkeiten vorausgingen. Der Zugang zum russischen Adel wurde ihm auch wegen seiner Leistungen in der Armee gewährt, nachdem 1861 die Leibeigenschaft abgeschafft worden war.
Fet wurde von den Radikalen wegen seiner reaktionären politischen Gesinnung lächerlich gemacht, war jedoch der Ansicht, dass das Leben eines Dichters wenig mit seiner Dichtung zu tun habe – ein Künstler müsse nicht ernsthaft sein. In der Armee machte er Bekanntschaft mit Lew Tolstoi, den er sehr bewunderte. Als er sich später auf dem Gut Stepanowka, in der Gegend von Mzensk niederließ, besuchte er seinen Nachbarn Tolstoi oft und war der einzige Schriftsteller unter dessen damaligen Freunden.
In den späten Jahren seines Schaffens verfasste Fet auch literarische Reminiszenzen, übersetzte Teile der Aeneis, den Faust I und Die Welt als Wille und Vorstellung von Arthur Schopenhauer. In hohem Alter versuchte Fet Selbstmord zu begehen, wurde aber von seiner Familie daran gehindert. Nach einem weiteren Selbstmordversuch starb Fet an einem Herzinfarkt.
Seit 1886 war er korrespondierendes Mitglied der Russischen Akademie der Wissenschaften.

## Deutsche Textausgaben
- Gedichte von A. A. Feth. Autorisierte Verdeutschung im Versmaß des russischen Originals von Friedrich Fiedler. Reclam, Leipzig um 1905
- Gedichte (russisch-deutsch). Nachgedichtet von Uwe Grüning, hrsg. von Klaus Müller. Reclam, Leipzig 1990. ISBN 3-379-00563-0
- Wohl flimmern Myriaden Sterne. Ausgewählte Lyrik in deutscher Übersetzung (russisch-deutsch). Zentr Knigi Rudomino, Moskau 2012. ISBN 978-5-905626-17-3